# Salomon Sundelius
Salomon Wilhelm Sundelius, född den 17 oktober 1850 i Naglums socken, Älvsborgs län, död den 13 maj 1922 i Stockholm, var en svensk militär. Han var son till Niclas Sundelius och far till Roger Sundelius.

## Biografi
Sundelius blev underlöjtnant vid Bohusläns regemente 1869, löjtnant där 1878, kapten 1888 och major 1899. Han befordrades till överstelöjtnant vid Norrbottens regemente 1902 och till överste och chef för Södermanlands regemente 1906. Sundelius beviljades avsked 1910. Han blev riddare av Svärdsorden 1893 och kommendör av andra klassen av samma orden 1908.